# De la Garma
De La Garma è una località dell'Argentina, parte del partido di Adolfo Gonzales Chaves nella provincia di Buenos Aires.
Si trova 415 km a sud di Buenos Aires 33 km a nordovest di Adolfo Gonzales Chaves, capoluogo del partido.

## Geografia fisica
Il lato occidentale di De La Garma è attraversato dal fiume Orellano, dando origine ad alcune lagune in quella zona.

## Origini del nome
Il nome della località è un omaggio a Antonio De la Garma (1868-1938), produttore agricolo che donò i terreni per la costruzione dell'omonima stazione ferroviaria, attorno alla quale sorse l'insediamento.

## Storia
La località fu fondata l'8 dicembre 1912, quando fu inaugurata l'omonima stazione ferroviaria della linea Ferrocarril del Sud, tra Barrow e Juan Eulogio Barra. La prima pietra fu posata da Castor Carreras. Nella zona si insediarono così le prime famiglie di colonizzatori, che basarono la loro economia su empori, hotel, officine di fabbri e aziende cerealicole.

## Società

### Evoluzione demografica
Al 2010 la città conta 1625 abitanti, rappresentando una dimunizione del 9,7% rispetto ai 1801 abitanti del censimento precedente, datato 2001.

## Infrastrutture e trasporti
La località è connessa attraverso la linea ferroviaria General Roca con Tres Arroyos e Chillar, è inoltre attraversata dalle seguenti strade:
- Strada nazionale 3
- Strada provinciale 75

## Sport
Sono presenti due squadre di calcio: il Club Atlético Agrario (il cui stadio porta il nome di Diego Armando Maradona, inaugurato nel 1992) e il Club Deportivo Garmense. Lo sportivo più celebre della località è il giocatore di bocce Santiago Rosales, che ha più volte rappresentato il suo paese.